# Lockheed D-21
Die D-21 war ein überschallschnelles, unbemanntes Aufklärungsflugzeug des US-amerikanischen Herstellers Lockheed.

## Geschichte
Nach dem Abschuss von Gary Powers U-2 am 1. Mai 1960 suchte die CIA nach neuen Möglichkeiten, Aufklärung tief in fremdem Staatsgebiet zu betreiben. 1962 wurde Lockheed mit einer Studie für eine schnell und hoch fliegende Drohne beauftragt. Der damalige Chefkonstrukteur, Kelly Johnson, griff dafür auf Erkenntnisse und Komponenten des A-12-Programms zurück und präsentierte schließlich den Entwurf der D-21. 1963 wurde dem Projekt der Codename Tagboard gegeben. Flugtests auf dem Rücken einer M-21 begannen am 22. Dezember 1964, der erste freie Flug erfolgte schließlich am 5. März 1966 vom geheimen Stützpunkt Groom Lake.

## Konstruktion
Die D-21 lehnt sich in vielen Aspekten stark an den Entwurf der A-12 an. Sowohl die Ausführung des Flügels in Doppeldeltakonfiguration als auch die Maßnahmen zur Reduzierung der Radarsignatur waren stark an die A-12 angelehnt. Um die Drohne für den Flug bei hohen Geschwindigkeiten zu optimieren, wurde auf eine Eigenstartfähigkeit verzichtet und ein Ramjettriebwerk für den Antrieb ausgewählt. Um die für den Triebwerksstart erforderlichen hohen Geschwindigkeiten zu erreichen, sollte die M-21, eine Variante der A-12, die Drohne huckepack auf Geschwindigkeit und Höhe bringen und an der Grenze des gegnerischen Luftraumes starten. Die zwei gebauten M-21 unterschieden sich nur geringfügig von der A-12, so besaßen sie ein zweites Cockpit für einen Systemoperateur und einen Pylon zum Transport der D-21, der auch Treibstoffleitungen zum Tank der Drohne aufnahm. „M“ stand in den Flugzeugbezeichnungen für „Mother“ (Mutter) und „D“ für „Daughter“ (Tochter).
Der Autopilot führte das Fluggerät entlang einer mittels Wegpunkten programmierten Route. Die Navigation erfolgte auf inertialer Basis. Zur Aufklärung stand als Nutzlast lediglich eine hochauflösende Kamera zur Verfügung, die an der Unterseite befestigt war.

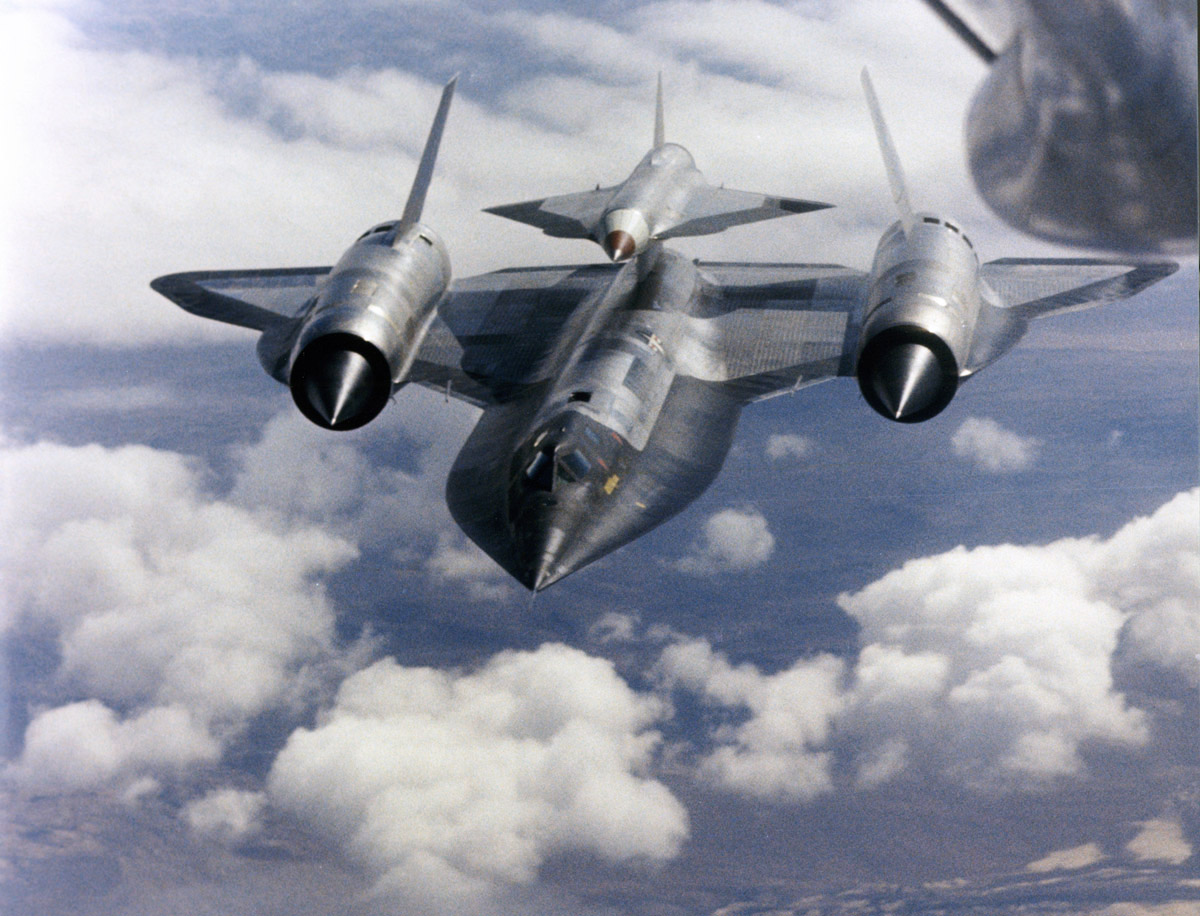
D-21 huckepack auf einer M-21

Die D-21 war nur für eine einzige Mission vorgesehen. Das Ende der Flugroute wurde in ein vordefiniertes Seegebiet gelegt. Dort sollte die D-21 das Modul mit der Kamera und dem Autopiloten ausstoßen und sich kurz darauf selbst zerstören. Eine entsprechend umgerüstete C-130 sollte das an einem Fallschirm zur Erde sinkende Paket noch in der Luft einfangen. Das Modul war abgedichtet, damit man es mit einem Schiff aus der See hätte bergen können.
Beim vierten Flugversuch geriet die D-21 bei der Separation in das Leitwerk ihres Trägerflugzeugs. Beide Luftfahrzeuge wurden dabei zerstört und ein Besatzungsmitglied der M-21 kam ums Leben. Daraufhin wurde die D-21 so modifiziert, dass sie unter dem Flügel einer B-52H auf Höhe gebracht und schließlich mittels eines Raketenboosters auf die erforderliche Startgeschwindigkeit beschleunigt werden konnte. Die 17 Flüge mit dieser neuen Kombination fanden von September 1967 bis März 1971 im Rahmen des Programms Senior Bowl statt.

## Nutzung
Insgesamt führte die D-21 vier Flüge im operationellen Betrieb durch. Ziel aller Flüge war das Kernwaffentestgelände Lop Nor in China:
- Bei der ersten Mission am 9. November 1969 erreichte die Drohne ihr Zielgebiet und konnte die Nuklearanlagen fotografieren. Sie kehrte aufgrund einer Fehlfunktion des Navigationssystems jedoch nicht um und landete ohne große Beschädigungen (so war die Aufklärungselektronik unzerstört) schließlich in der Sowjetunion in der Nähe von Arqalyq und wurde von einem Hirten gefunden. Während der Bergung mit einem Mil Mi-6 zerbrach die D-21 in Einzelteile. Die Überreste wurden nach Ramenskoje gebracht und vom OKB Tupolew analysiert. Der geplante Bau einer Kopie der D-21 unter der Bezeichnung Tupolew Woron wurde nicht realisiert.[10]
- Beim zweiten Flug am 16. Dezember 1970 kehrte die D-21 erfolgreich von Lop Nor zurück, jedoch versagte der Fallschirm und das Bildmaterial ging im Meer verloren.
- Von der dritten Mission am 4. März 1971 kehrte die Drohne mit Bildern aus dem Zielgebiet zurück; der Versuch, die Kapsel mit den Bildern in der Luft aufzunehmen, misslang jedoch. Ein Schiff der Navy, das die im Meer schwimmende Kapsel anschließend bergen sollte, überfuhr diese, worauf sie sank.
- Am 20. März 1971 stürzte eine D-21 bei ihrer vierten Mission über chinesischem Gebiet ab. Das Wrack wurde von den chinesischen Behörden geborgen.

Nach vier fehlgeschlagenen Missionen stellte die CIA das Programm 1971 schließlich ein. Die restlichen gebauten Drohnen wurden zunächst eingelagert und später an Museen abgegeben.

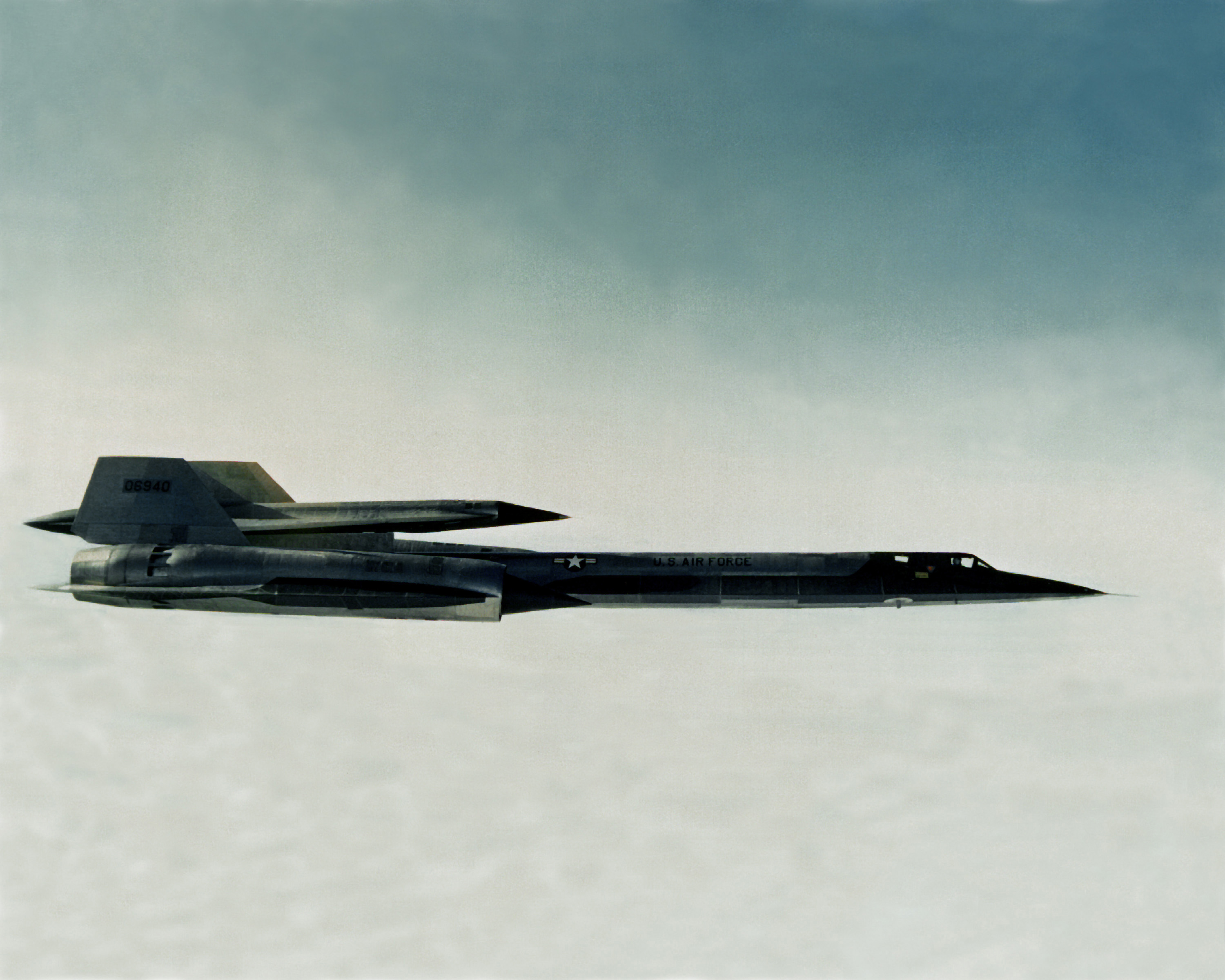
Lockheed M-21 mit Drohne auf dem Heck
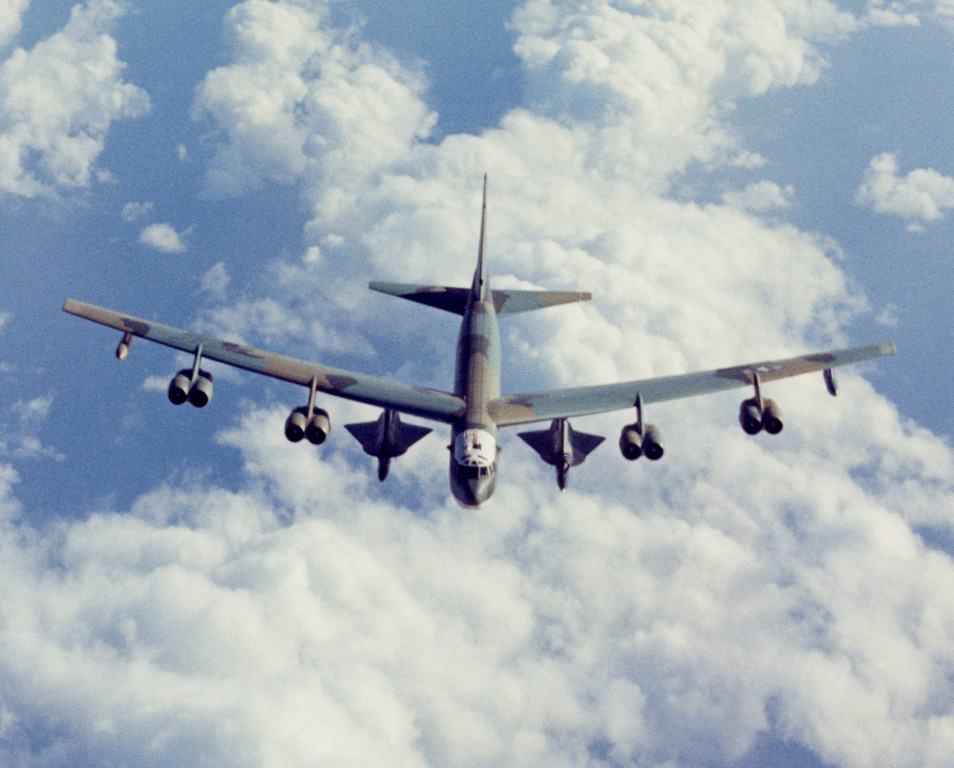
B-52H mit zwei D-21
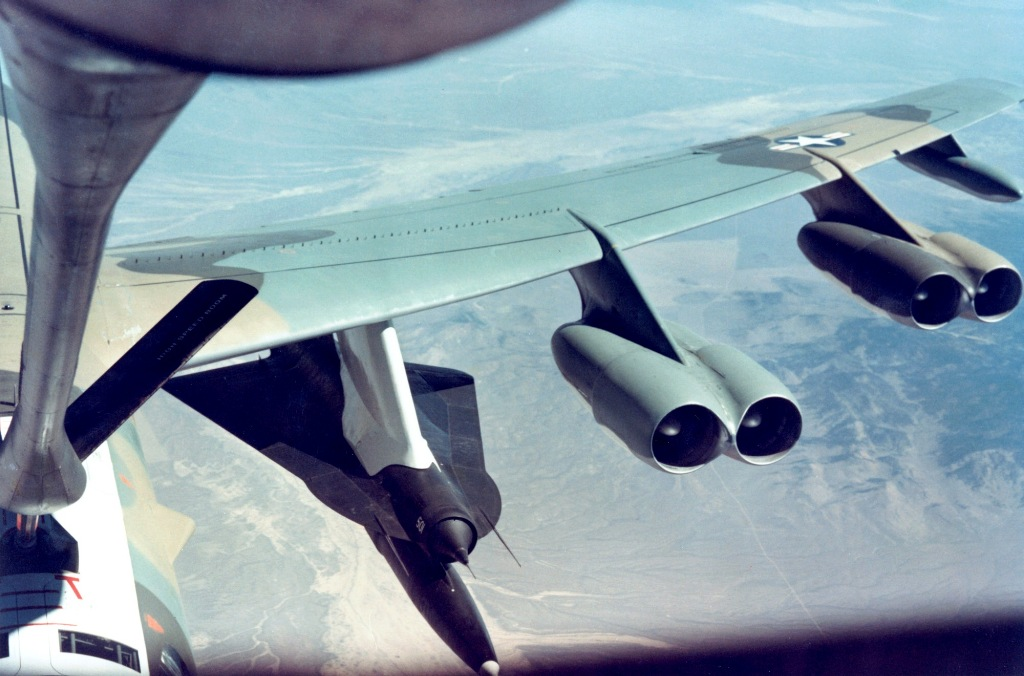
D-21 unter der Tragfläche einer B-52H
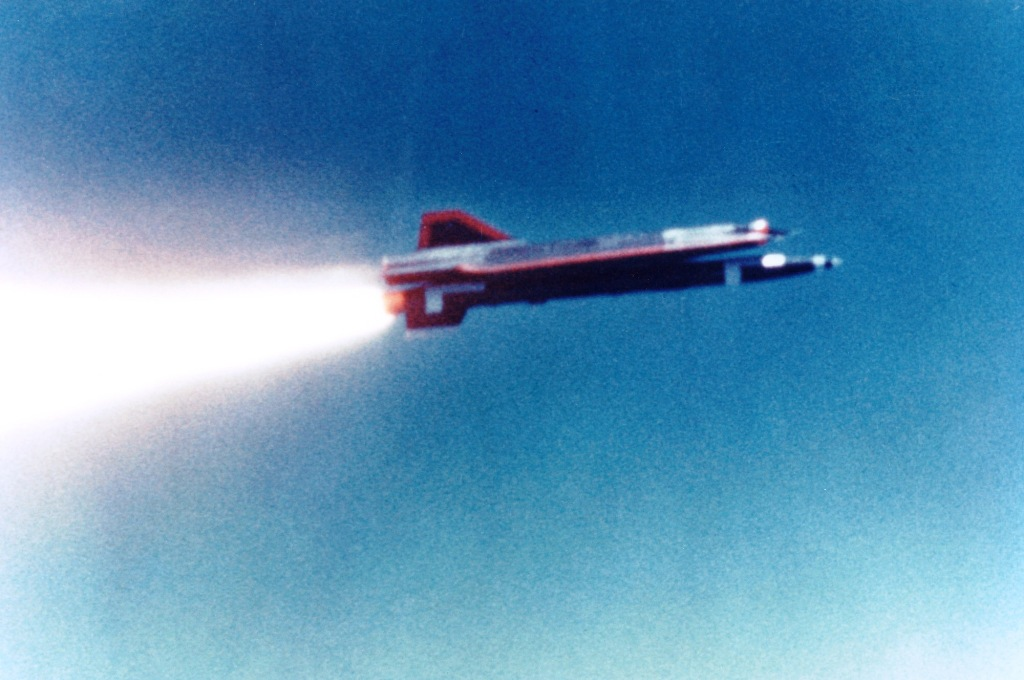
Beschleunigungsphase mit Booster

## Technische Daten
| Kenngröße             | Daten                                     |
| --------------------- | ----------------------------------------- |
| Länge                 | 12,8 m                                    |
| Spannweite            | 5,79 m                                    |
| Höhe                  | 2,14 m                                    |
| Startmasse            | 5000 kg                                   |
| Höchstgeschwindigkeit | 3560 km/h                                 |
| Dienstgipfelhöhe      | 29000 m                                   |
| Reichweite            | 5550 km                                   |
| Triebwerk             | ein Marquardt RJ43-MA-20S4 (6,7 kN Schub) |